# شهرداری اسکریوری
شهرداری اسکریوری (به لاتین: Skrīveri Municipality) یک شهرداری در لتونی است. شهرداری اسکریوری ۴٬۱۱۷ نفر جمعیت دارد.